# شوارع وسكك بغداد في العصر العباسي
شوارع وسكك بغداد في العصر العباسي

## الشوارع

### شوارع الجانب الغربي
• شارع ابن ابي عوف
• شارع طريق الأنبار
• شارع باب حرب
• شارع باب الشام
• شارع دار الرقيق
• شارع باب الكرخ
• شارع باب المحول
• شارع طاق الحراني
• شارع العتابيين
• شارع الجسر
• شارع باب الكوفة
• شارع القحاطبة
• شارع المصور
• شارع المنصور
• شارع القيارين
• شارع قطيعة الكلاب.

### شوارع الجانب الشرقي
• الشارع الأعظم أو شارع الميدان
• شارع عمرو الرومي
• شارع سويقة نصر بن مالك
• شارع نهر المهدي
• شارع باب خراسان
• شارع دجيل
• شارع قصر هاني
• شارع عبد الصمد
• شارع كرم المعرش
• شارع مربعة الخرسي.

## سكك بغداد

### من باب البصرة إلى باب الكوفة
• سكة الشرط
• سكة الهيثم
• سكة المطبق
• سكة النساء
• سكة سرجس
• سكة الحسين
• سكة عطية
• سكة مجاشع
• سكة العباس
• سكة غزوان
• سكة ابي حنيفة
• سكة الضيقة

### من باب البصرة إلى باب خراسان
• سكة الحرس • سكة النعيمية • سكة سليمان • سكة الربيع • سكة مهلهل • سكة شيخ بن عميرة • سكة المروروذية • سكة واضح • سكة السقائين • سكة ابن بريهة بن عيسى بن المنصور • سكة ابي احمد • الدرب الضيق

### من باب الكوفة إلى باب الشام
• سكة العكي • سكة أبي قرة • سكة عبدويه • سكة السميدع • سكة العلا • سكة نافع • سكة أسلم • سكة منارة

### من باب الشام إلى باب خراسان
• سكة المؤذنين• سكة دارم • سكة إسرائيل • سكة القواريري • سكة الحكم بن يوسف • سكة سماعة• سكة صاعد • سكة الزيادي • سكة غزوان.